# Englés
Englés (fl. 1253) es el nombre de un juglar del cual se conserva solo una composición.

## Vida y obra
No se tiene ningún dato sobre este juglar. Por el nombre, parece más un juglar que un trovador. Escribió estando en la corte de Navarra, pero no se sabe su origen puesto que no está claro si el nombre (o apodo) Englés indica que su origen es inglés o que está motivado por otro hecho. 
Se conserva sólo una composición, transmitida con lagunas por un único cançoner (f) que es un tensón con otro trovador o juglar del cual no se menciona el nombre. Englés la inicia criticando al rey de Navarra por avaro haciendo un juego de palabras con corte ("corte" y "corto, corta"; dice que la corte es corta en cortesía y al dar, etc). El anónimo responde que Englés critica el rey navarro porque es francés y que es de esperar que un francés no dé generosamente a un inglés. Falta toda una estrofa que correspondería a Englés y dónde posiblemente manifiesta la intención de ir a la corte del rey de Aragón. Hay todavía una estrofa del anónimo y una réplica donde Englés envía el poema al rey de Aragón.
Se ha concluido que el rey navarro mencionado debería de ser Teobaldo I de Navarra, el mismo trovero en lengua francesa.

## Obra
- (138,1) A la corte fuy la autrier del rey navar[n 2]